# MetLife Building

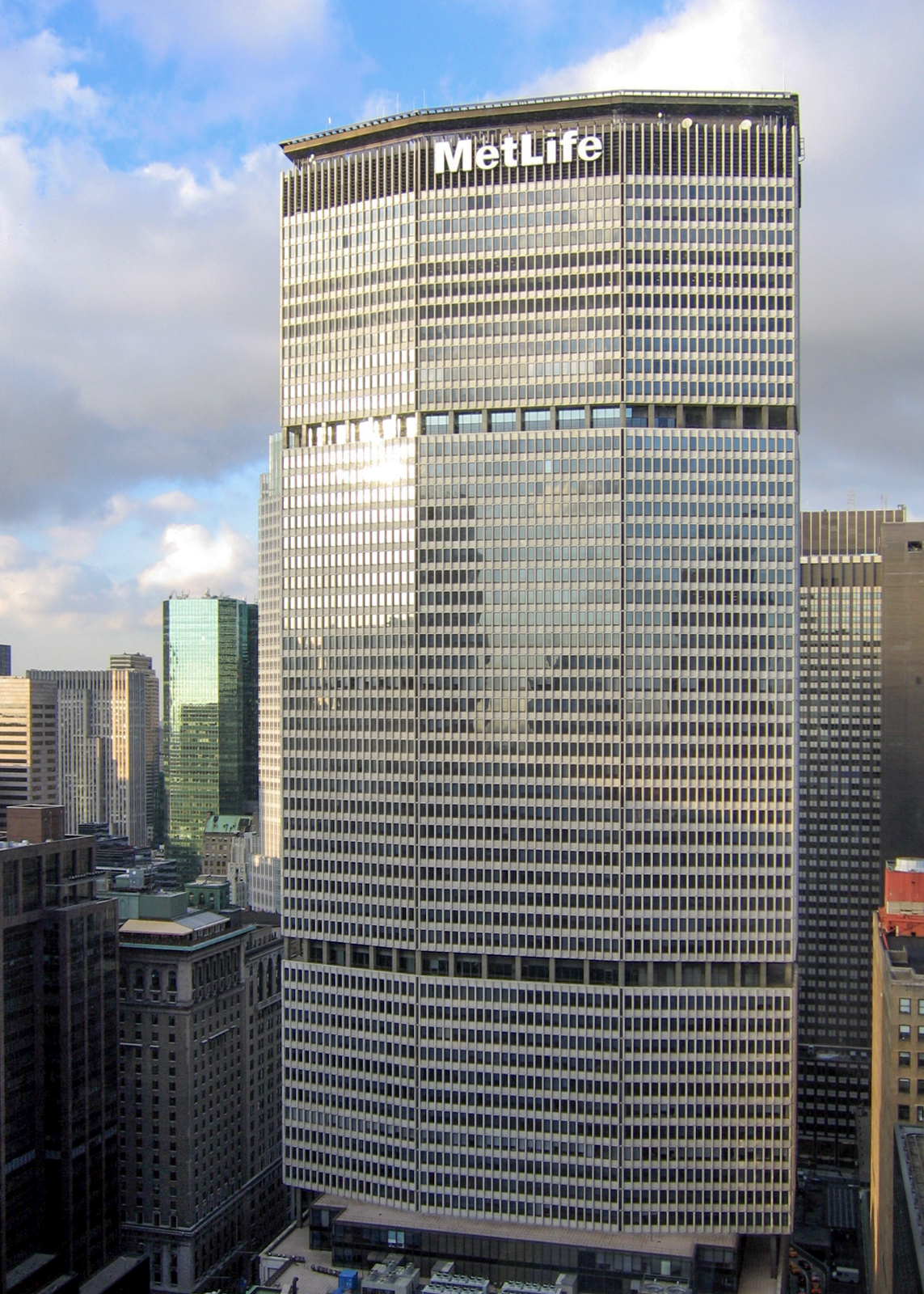

MetLife Building (numit anterior Pan Am Building) este un zgârie-nori de 59 etaje (246,6 m) ce se află în New York City, la adresa 200 Park Avenue pe East 45th Street deasupra Grand Central Terminal în Midtown Manhattan.
Construită între anii 1960 și 1963, sub numele de atunci de Pan Am Building, întrucât adăpostea sediul companiei aeriene Pan American World Airways, a fost proiectată de firma Emery Roth & Sons, cu masiva contribuție a arhitecților Pietro Belluschi și Walter Gropius în stilul arhitectural cunoscut ca internațional.
La inaugurare, clădirea fusese prima pe lista zgârie norilor cu cea mai mare suprafață comercială.  Astăzi, rămâne una dintre cele mai înalte clădiri comerciale din Statele Unite.

## Arhitectură
1. 1 2  archINFORM, accesat în 31 iulie 2018